# Oberlin College
Oberlin College és una universitat d'arts liberals americana fundada a Oberlin (Ohio) l'any 1833.

## Presentació
Amb aquest nom pel pastor francès Jean-Frédéric Oberlin, destaca per haver estat la primera institució d'ensenyament superior estatunidenca en admetre estudiants de sexe femení (1837) i afroamericans (1835). Hi acull una prestigiosa escola de música, la Oberlin Conservatory of Music, la més antiga en funcionament continu als Estats Units (1865), premiada pel president Obama al febrer de 2010 amb la Nacional Medal of Arts i l'única escola de música professional a ser així honrada. Els seus colors oficials, el roig i l'or, són trets de l'escut de la família de Jean-Frédéric Oberlin. Els diplomats de l'Oberlin College obtenen més doctorats que els de qualsevol altra universitat d'arts liberals americana

## Activisme polític
El cos estudiant d'Oberlin té una llarga història d'activisme i una reputació de ser notablement d'esquerres (« liberal »).
Als anys 1960, Memorial Arch es va convertir en un punt de concentració per als defensors dels drets cívics i el moviment anti-guerra del College. Oberlin va proporcionar un nombre desproporcionat de participants al Mississippi Freedom Summer, va reconstruir l'església baptista d'Antioquia al projecte Carpenters for Christmas, va donar suport a tancaments apadrinats per la Nacional Associació for the Advancement of Colored People (NAACP) a Cleveland per tal d'integrar els oficis de la construcció i, amb la Southern Christian Lideratge Conference, va participat en demostracions a Hammermill Paper. Els estudiants van organitzar desenes de manifestacions contra la guerra del Vietnam.

## Personalitats lligades

### Premi Nobel
- Robert Millikan, Premi Nobel de Física 1923.
- Roger Wolcott Sperry, Premi Nobel de Medicina o Fisiologia 1981.
- Stanley Cohen, Premi Nobel de Medicina o Fisiologia 1986.

### Estudiants
- Jena Osman, universitària

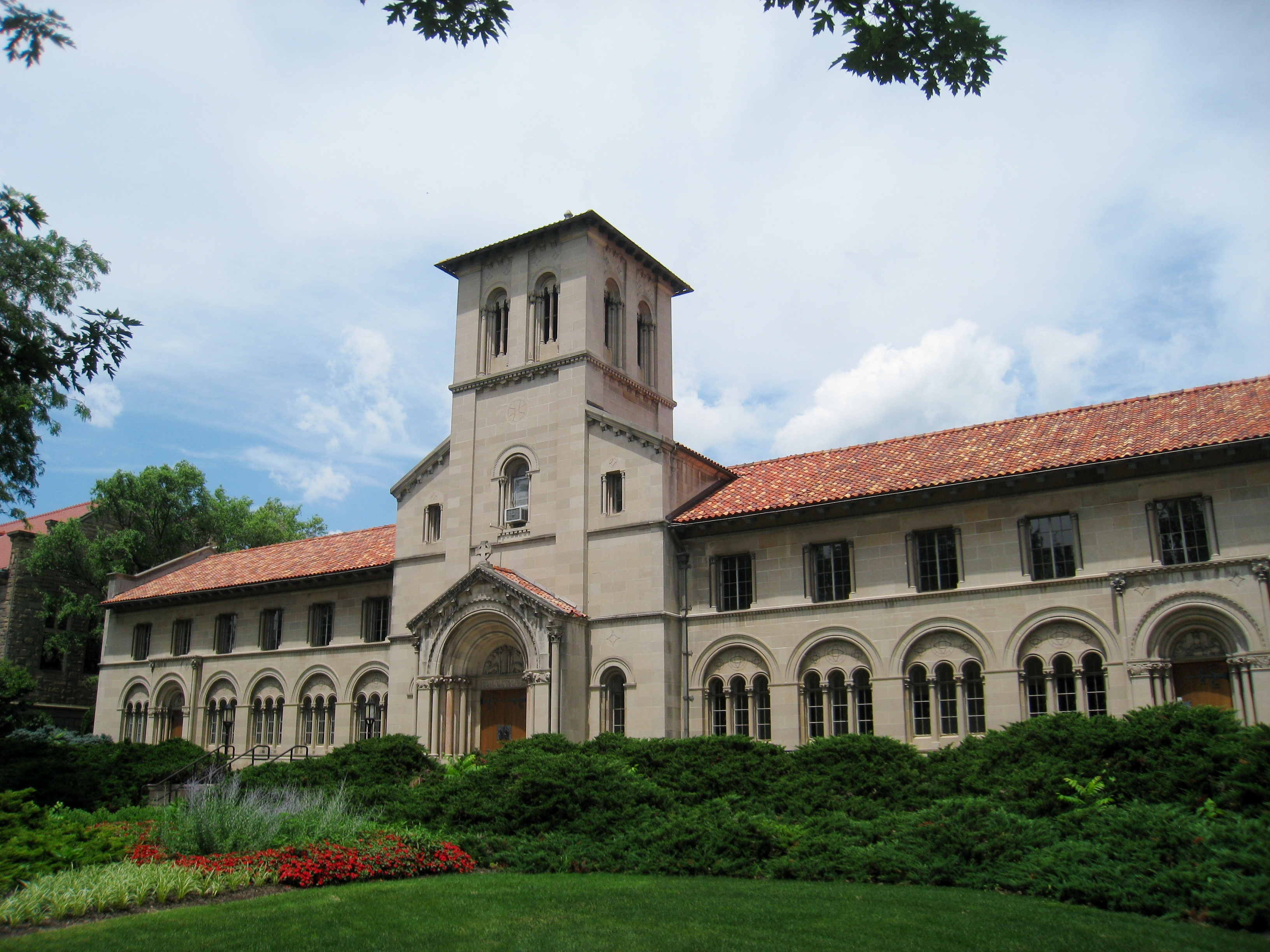
Bosworth Hall

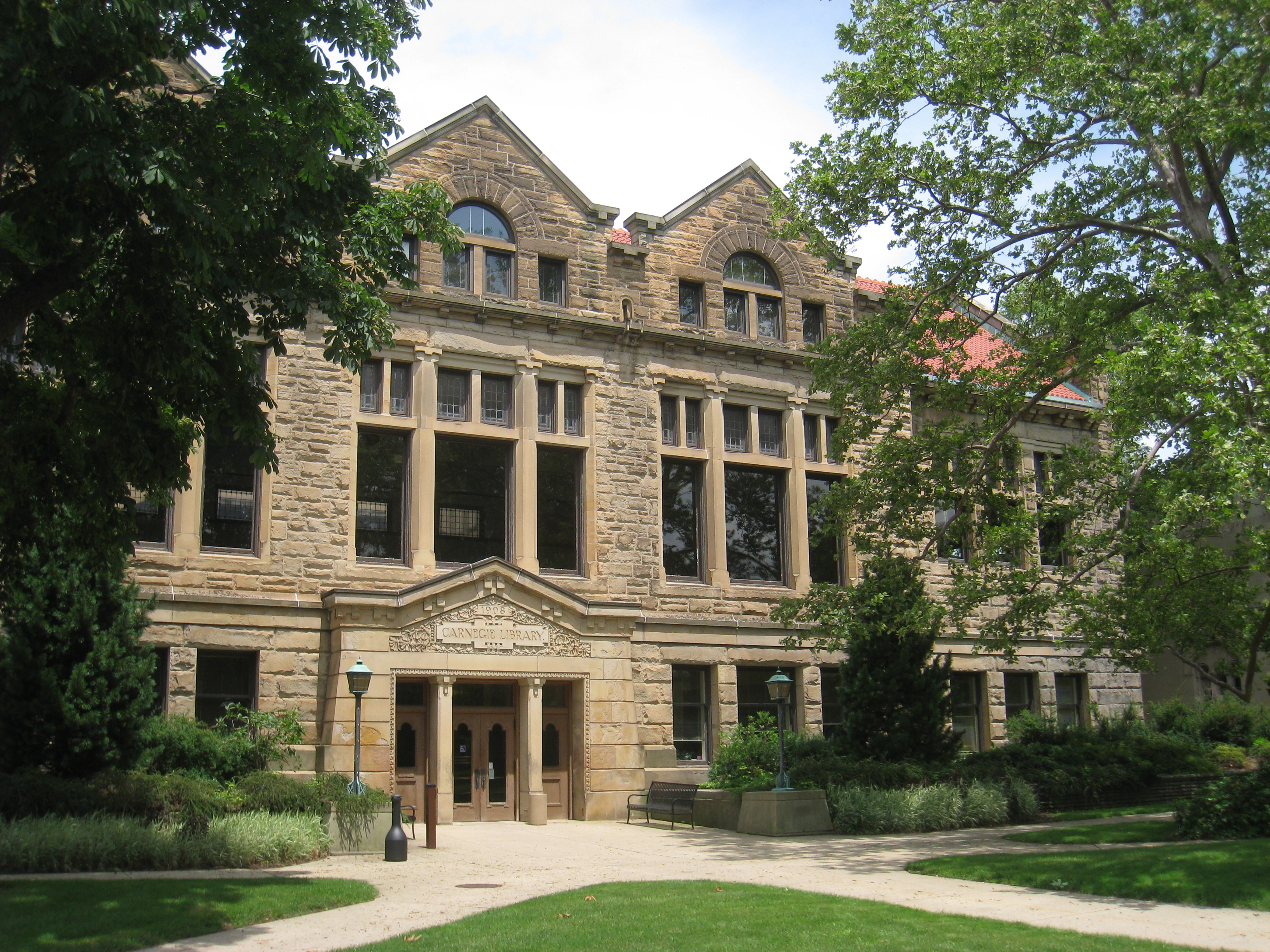
Carnegie Building

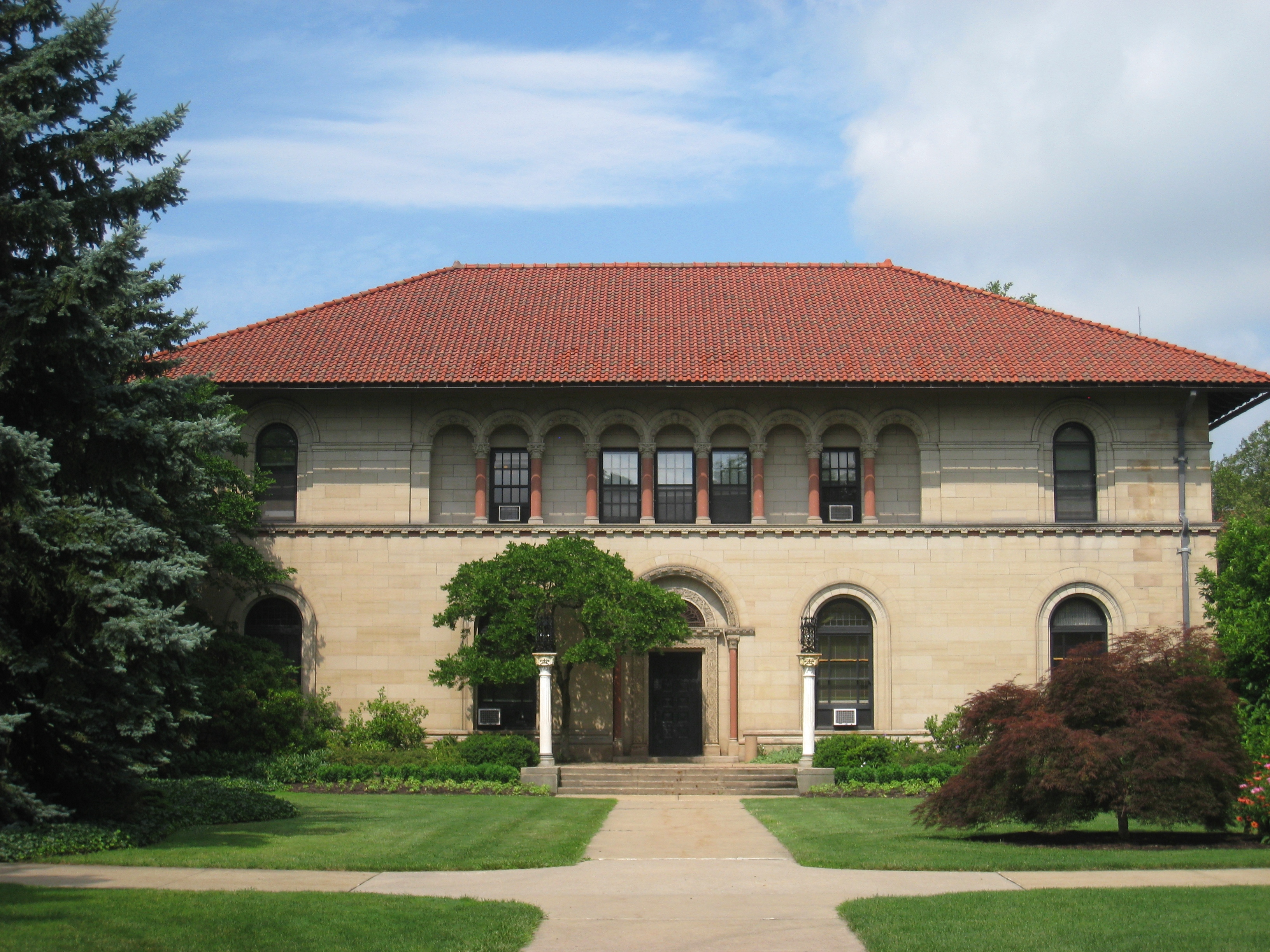
Cox Administració Building

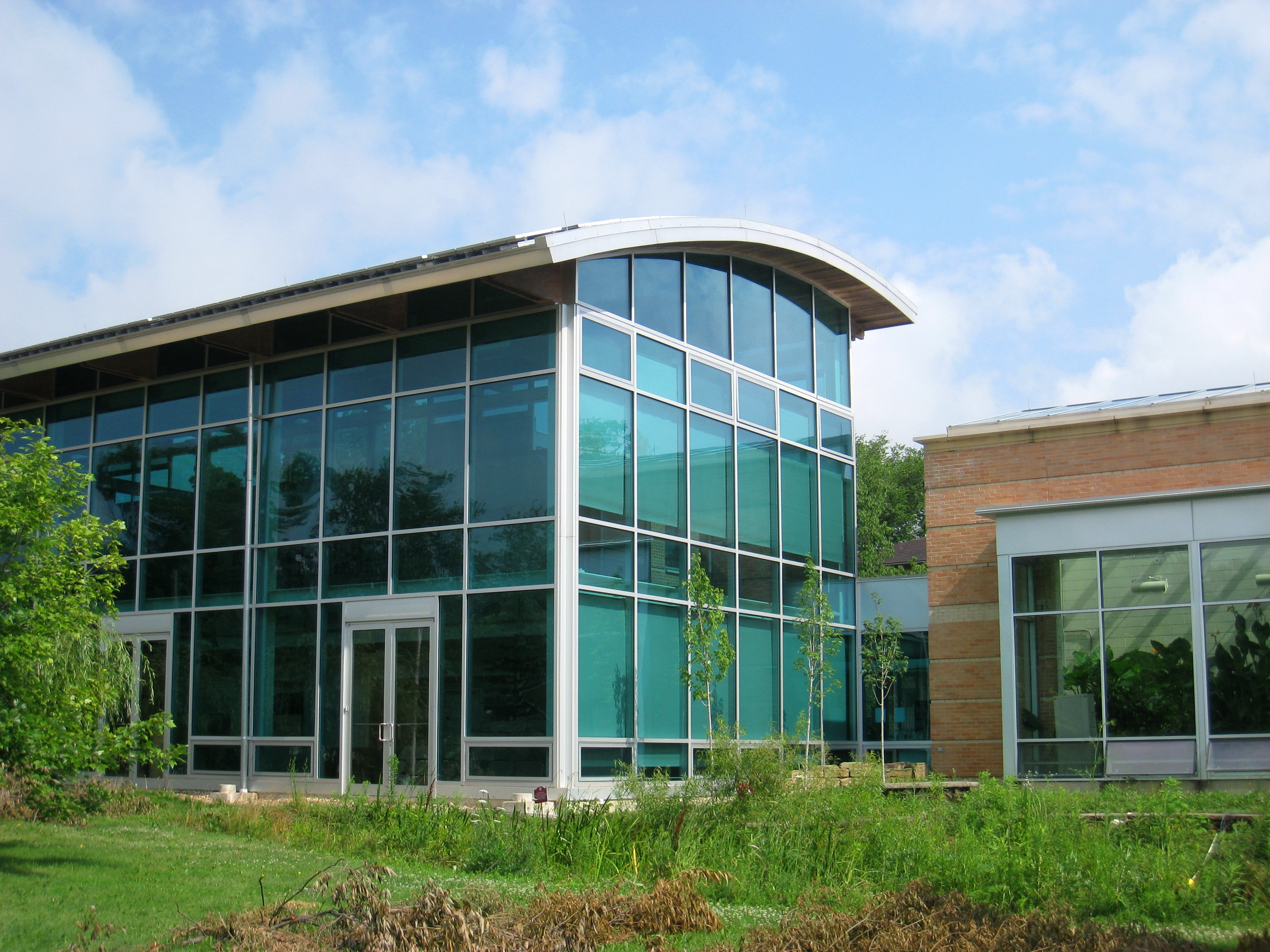
Lewis Center

- Linda Gregerson, poeta i professora a la universitat del Michigan
- Marjorie Perloff,  filòsof, crític d'art, assagista i universitari,
- Myung Mi Kim, poeta i professora de literatura
- Christopher Edgar, poeta i director de publicació
- Al Haig, pianista de jazz.
- Eric Watson, pianista de jazz.
- Karen O, cantant.
- John Wesley Powell, geòleg i explorador.
- Lorenzo Snow, profeta mormon, cinquè president de l'Església de Jesucrist dels Sants dels Últims Dies.
- William Grant Still, compositor.
- Thornton Wilder, novel·lista i dramaturg (Our Town).
- Wallace Eckert, astrònom i pioner dels computadors

amb la data d'admissió

- Antoinette Brown Blackwell 1845, primera dona ordenada pastor als Estats Units
- Lucy Stone 1848, feminista i abolicionista
- James McCleery 1859, membre de la Cambra dels representants dels Estats Units, brigadista general de la Unió
- Katharine Wright (1874-1929) germana dels germans Wright.
- George Herbert Mead 1883, filòsof, figura de proa del pragmatisme.
- Charles Martin Hall 1885, codescobridor del procés del Procés Hall-Héroult a partir de l'alúmina.
- Robert Millikan 1891, guanyador del Premi Nobel de Física 1923 per a la seva determinació del valor de la càrrega de l'electró.
- Anna Louise Strong 1905, activista i autora.
- Kong Xiangxi 1906, Primer ministre (1938-1939) de la República de la Xina.
- Edward Everett Horton 1909, actor.
- Wendell Willkie 1915, candidat republicà a la presidència l'any 1940.
- Willard Van Orman Quine 1930, filòsof i logicien.
- Edwin O. Reischauer 1931, ambaixador al Japó, 1961-1966.
- Roger Wolcott Sperry 1935 i 1937, neurofidiologista i Premi Nobel de Medicina o Fisiologia l'any 1981.
- Daniel Kinsey 1935, campió olímpic.
- John Kander 1951, teatre musical.
- John E. Mack 1951, psicòleg, autor.
- William Goldman 1952, novel·lista (The Princess Bride) i el guionista oscaritzat (Butch Cassidy i el Kid, All the President's Men).
- John Cazale, 1954, actor (El Padrí, El caçador).
- David Zinman 1958, director musical de l'Orquestra de la Tonhalle de Zuric i de l'Aspen Music Festival and School.
- John Vinocur 1961, corresponsal principal de l'Internacional Herald Tribuna.
- Robert Jervis 1962, professor de Relacions internacionals a la Universitat de Colúmbia.
- Alan Furst 1962, novel·lista.
- Sheldon Wolin, filòsof polític
- James Burrows 1962, productor i creador de Cheers i director de Will & Grace, Wings, Noves Ràdio, entre altres sèries.
- David Kellogg Lewis, filosofa.
- Robert Kuttner 1965, cofundador i coredactor en cap de The American Prospect, l'un dels cinc cofundadors de l'Institut de política econòmica.
- Avery Brooks 1970, actor (American History X, Star Trek: Deep Space Nine..
- Bill Irwin 1973, actor de teatre i films.
- David Halperin 1973, autor de Cent anys d'homosexualitat.
- Richard N. Haass 1973, president del Consell de les relacions estrangeres i antic director de la planificació política del Departament d'Estat americà.
- Julie Taymor 1974, realitzador, guionista.
- Eric Bogosian 1976, novel·lista, dramaturg.
- Stephen Zunes 1979, professor de ciències polítiques i militant polític.
- Alison Bechdel 1981, ninotarire.
- Charles D'Ambrosio 1982, assagista, autor de noves.
- John Carroll 1984, historiador.
- Tracy Chevalier 1984, escriptora especialitzada a les novel·les històriques, autora de Girl with a Pearl Earring.
- George Smith 1987, periodista d'investigació.
- Liz Phair 1989, compositora i cantant.
- Chris Johnson 1990, cineasta, fotògrafa.
- John McEntire 1991, bateria.
- Adrian Fenty 1992, alcalde de Washington.
- Mark Boal 1995) guionista.
- Daniel London 1995, actor.
- Gary Shteyngart 1995, novel·lista.
- Ed Helms 1996, actor, corresponent del Daily Show.
- Jon Theodore 1996, ex-bateria de The Mart Volta.
- Jàson Molina 1996, cantant-compositor.

## Galeria

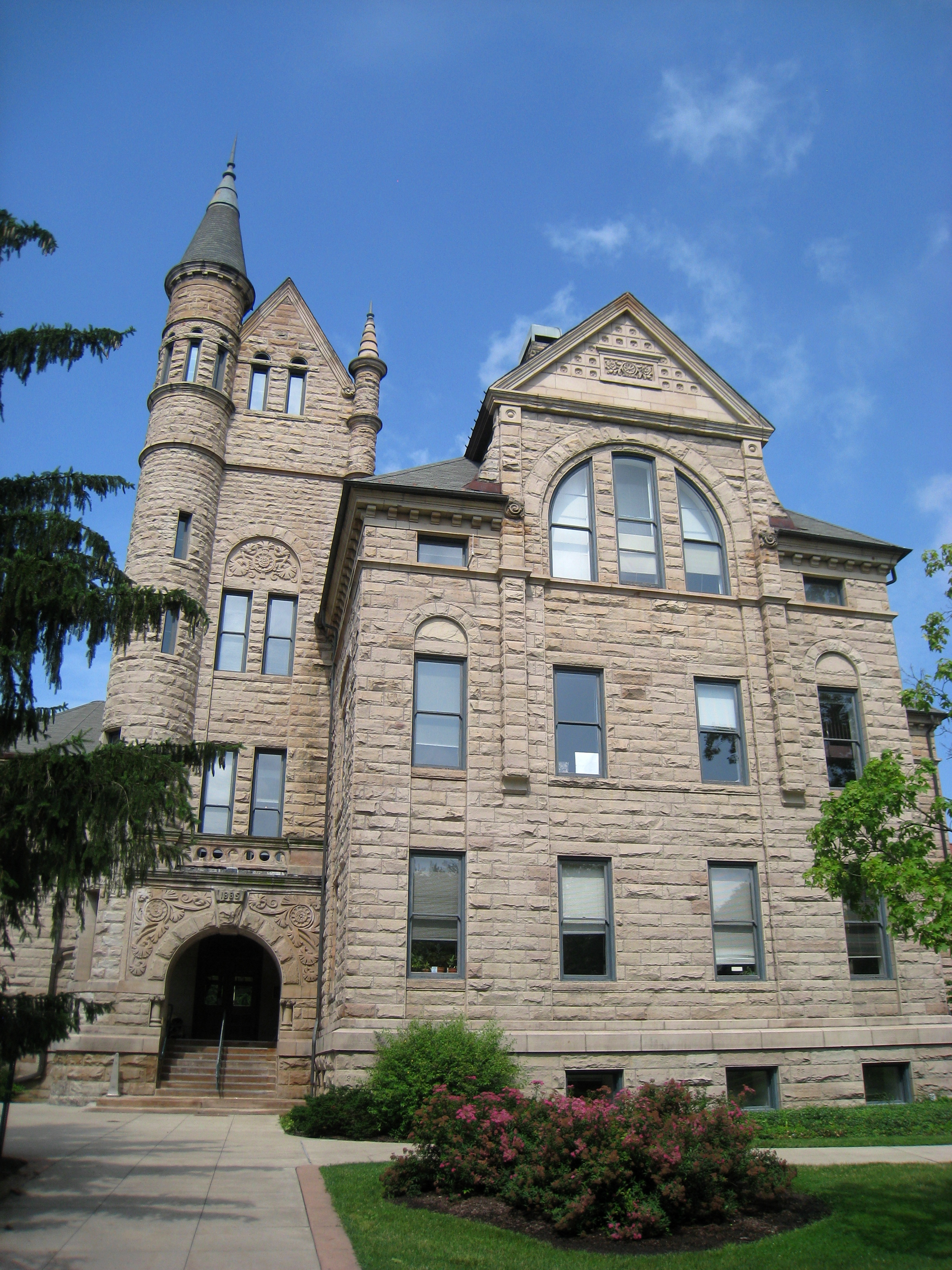
Peters Hall
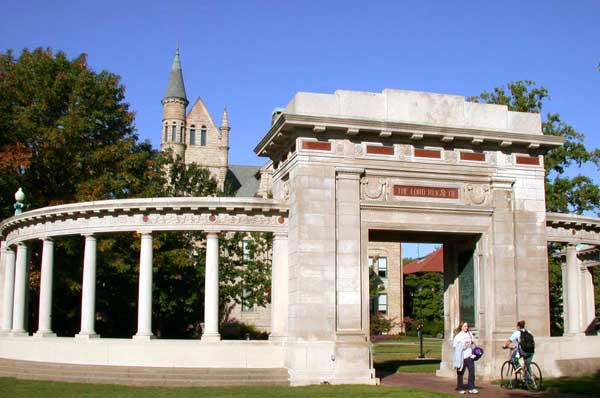
Oberlin Memorial Arch
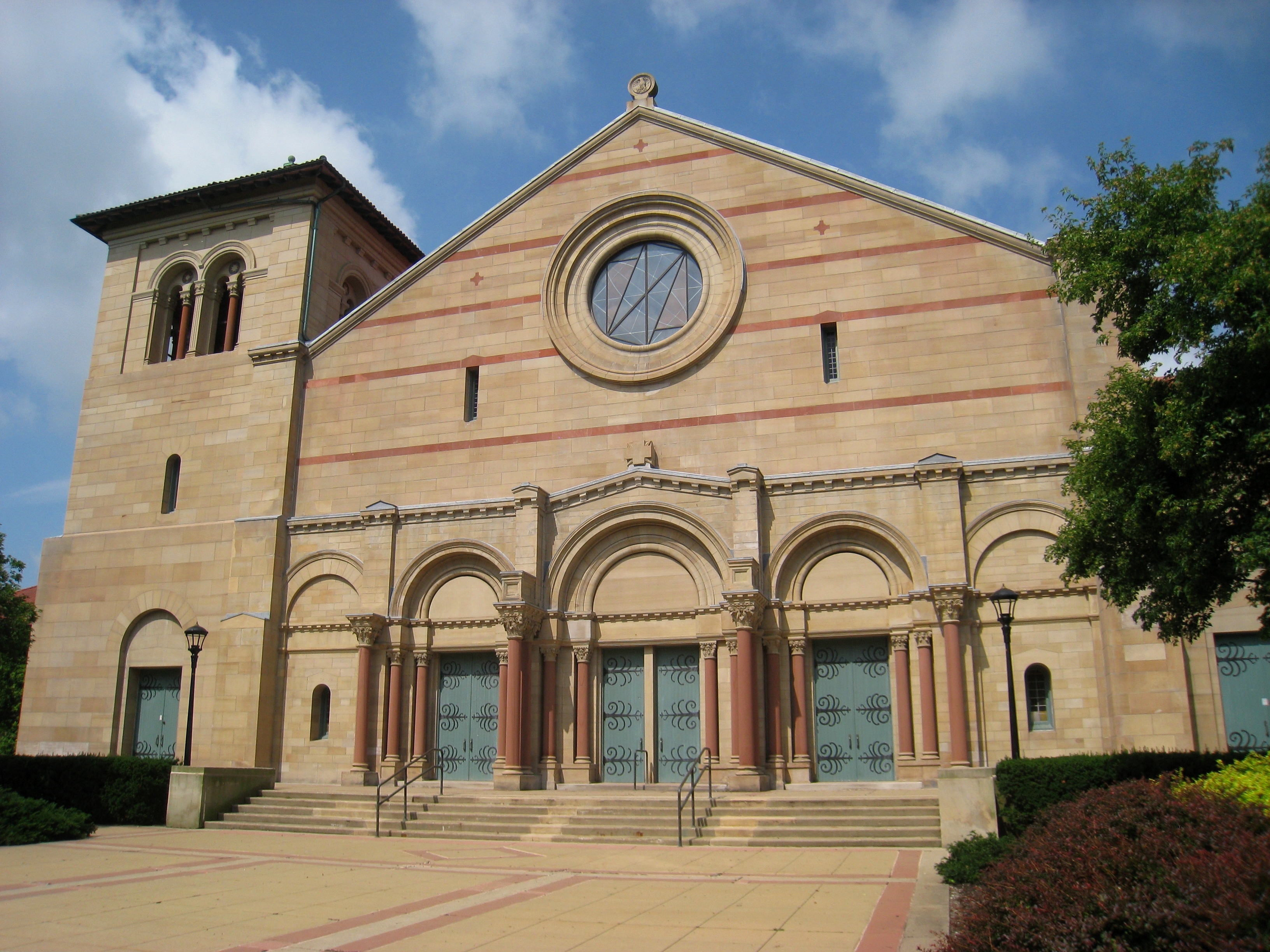
Finney Chapel
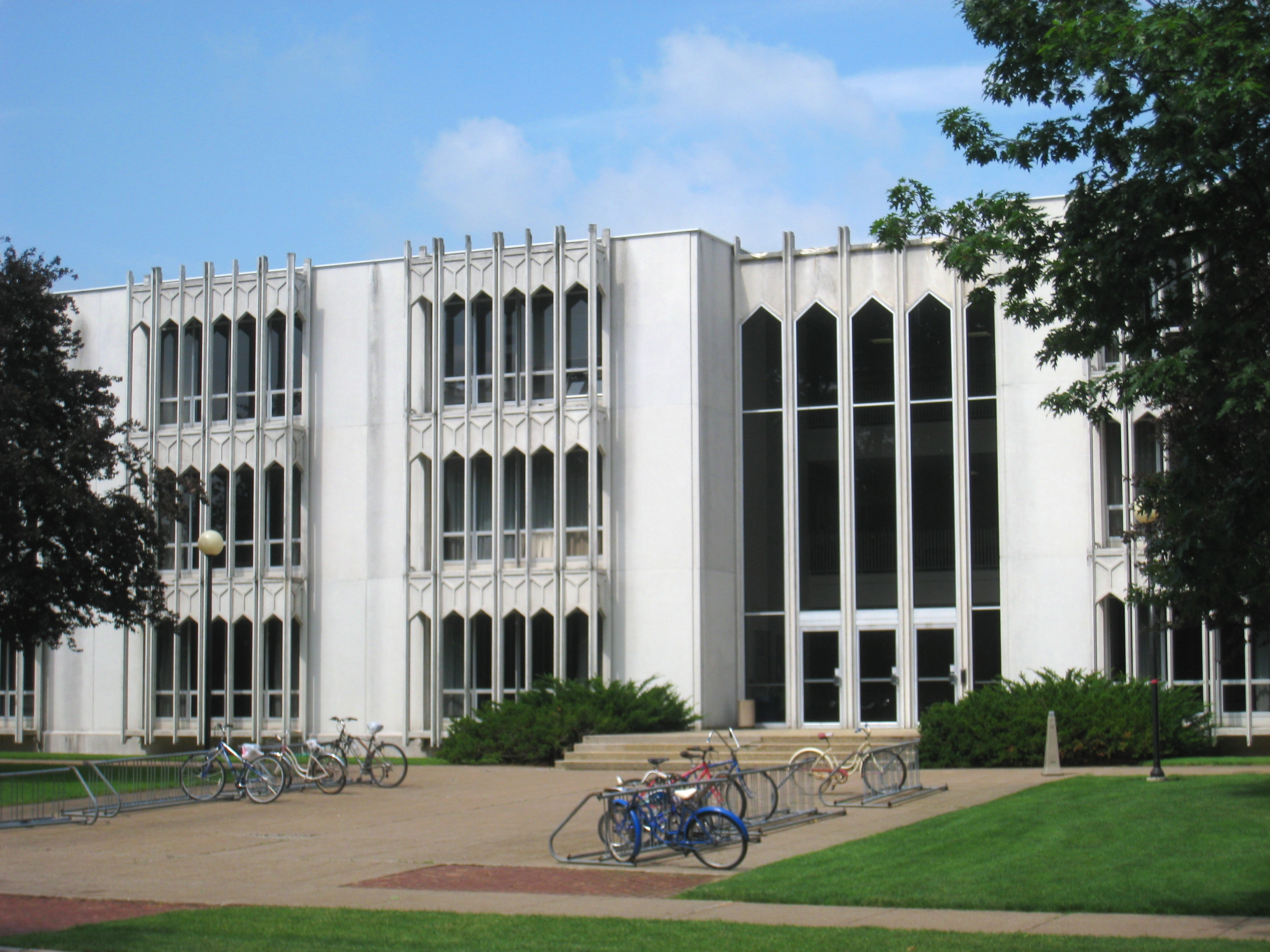
King Building
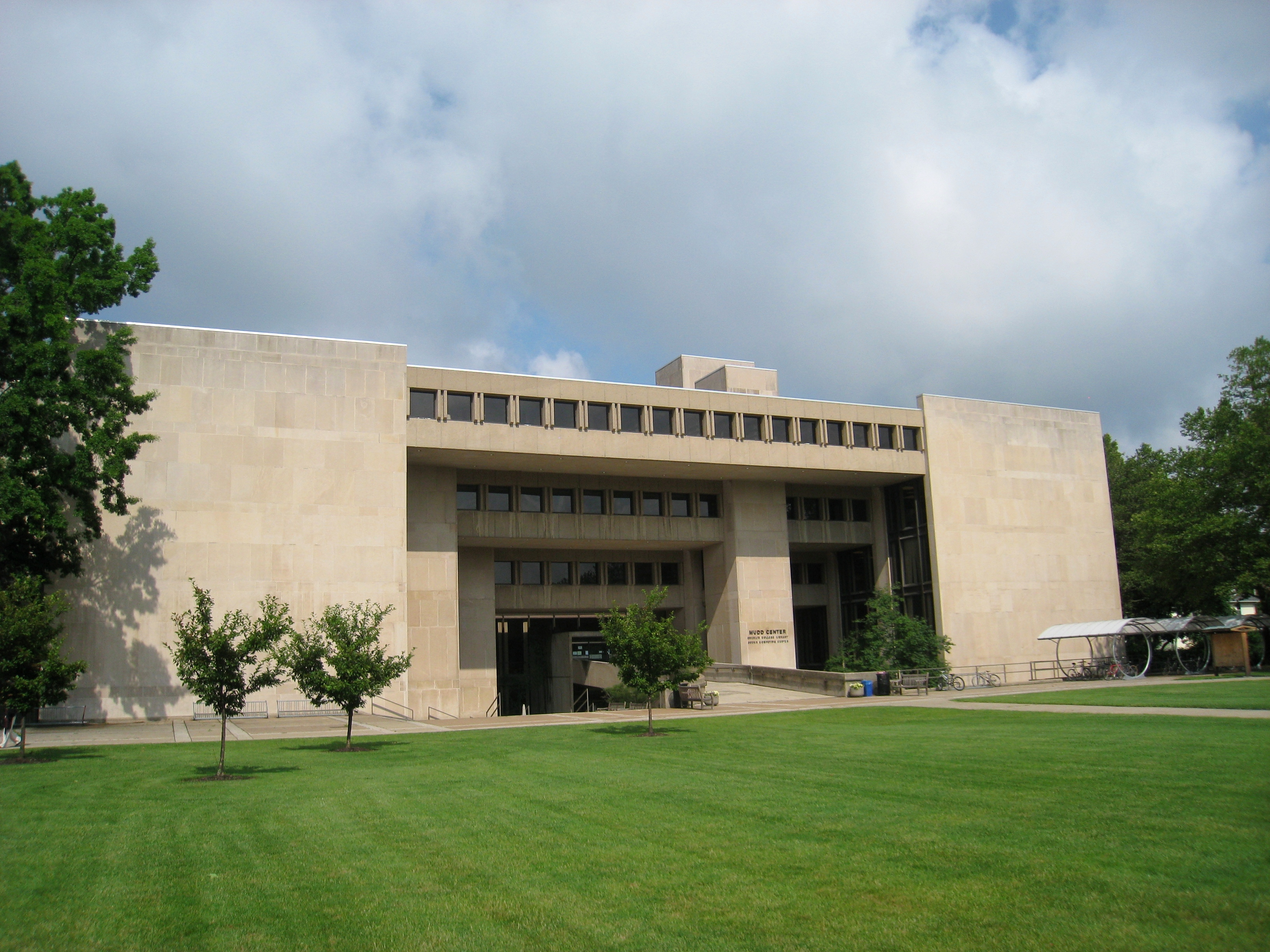
Mudd Learning Center
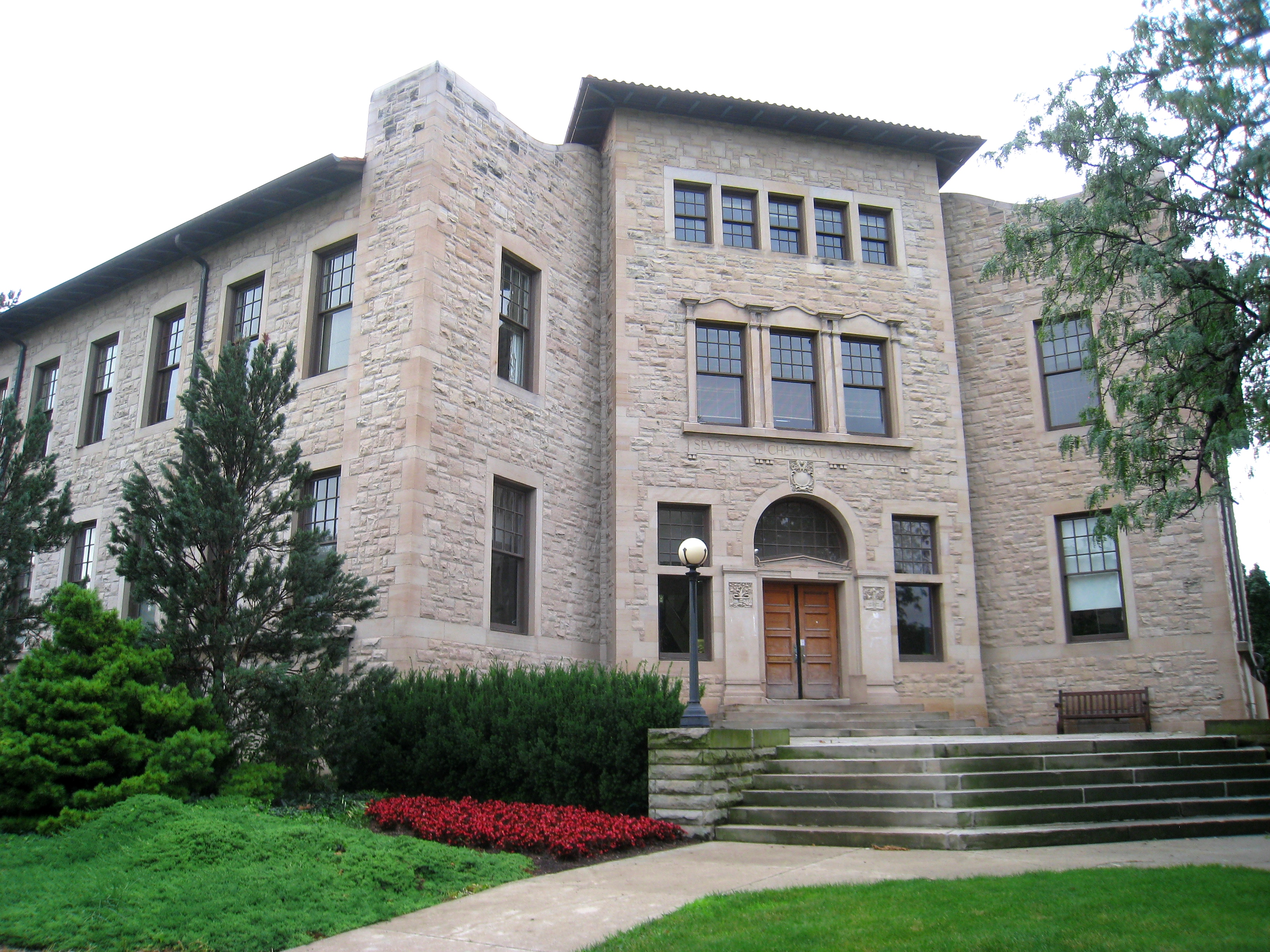
Severance Hall
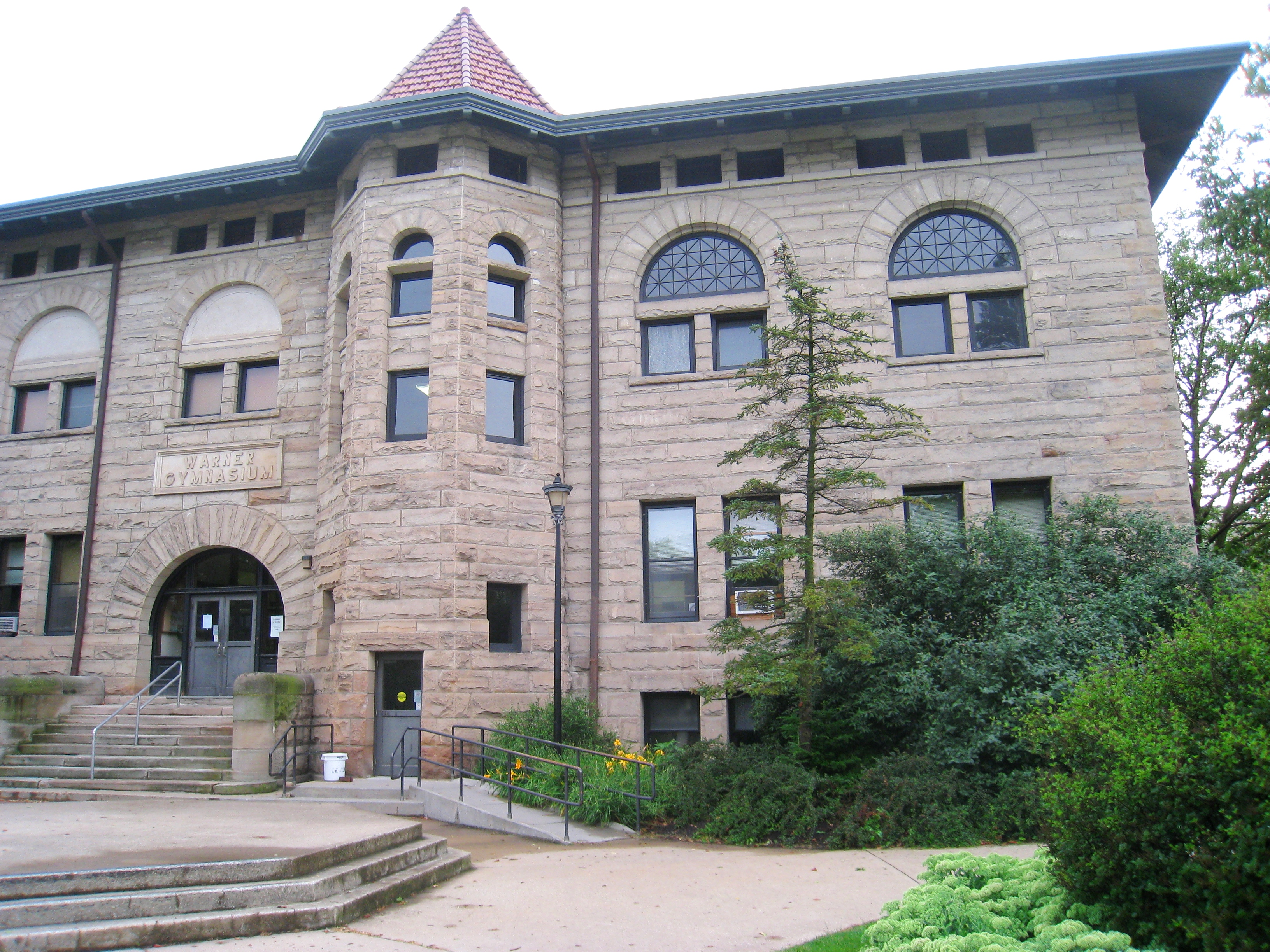
Warner Center
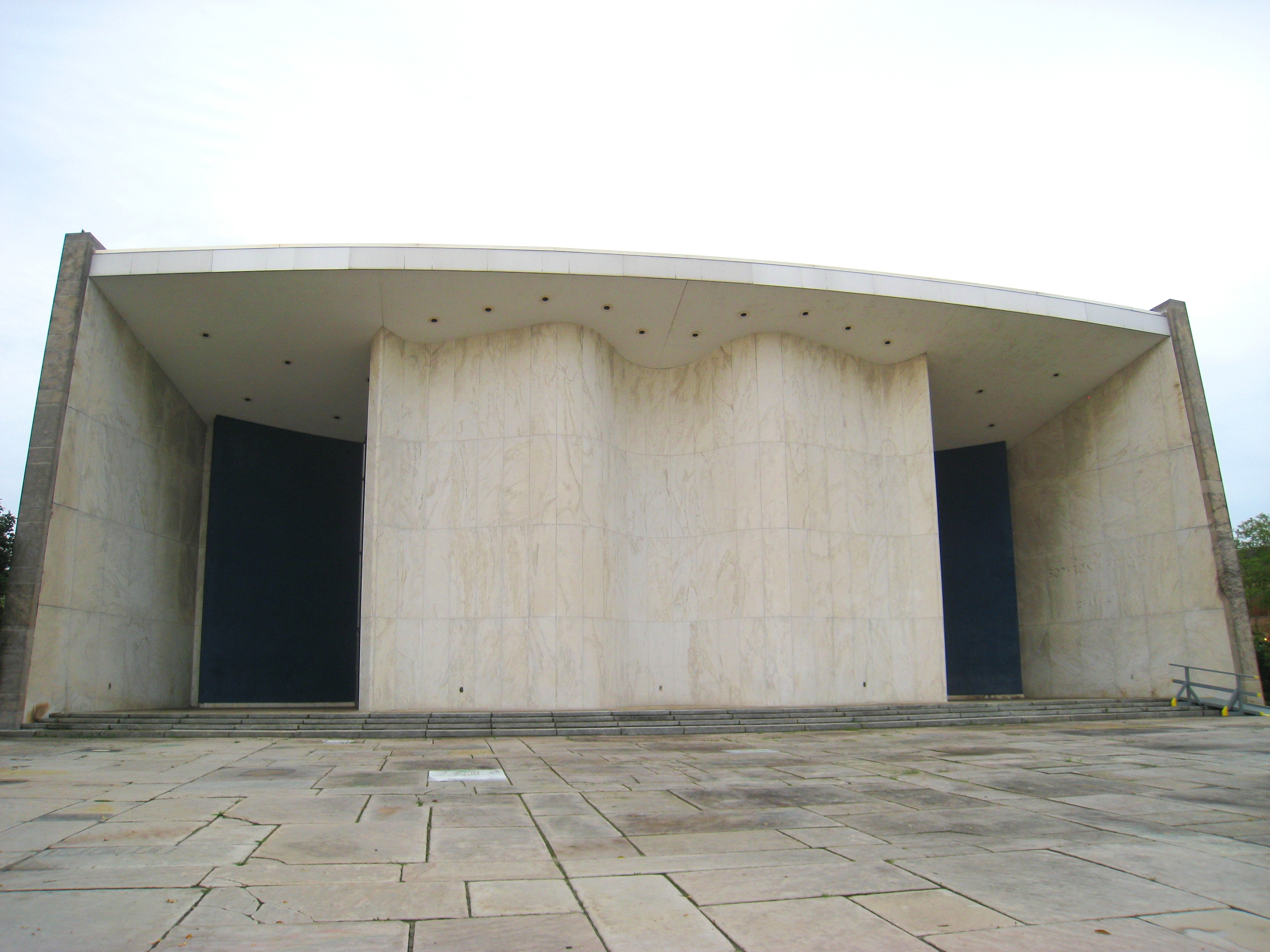
Hall Auditori
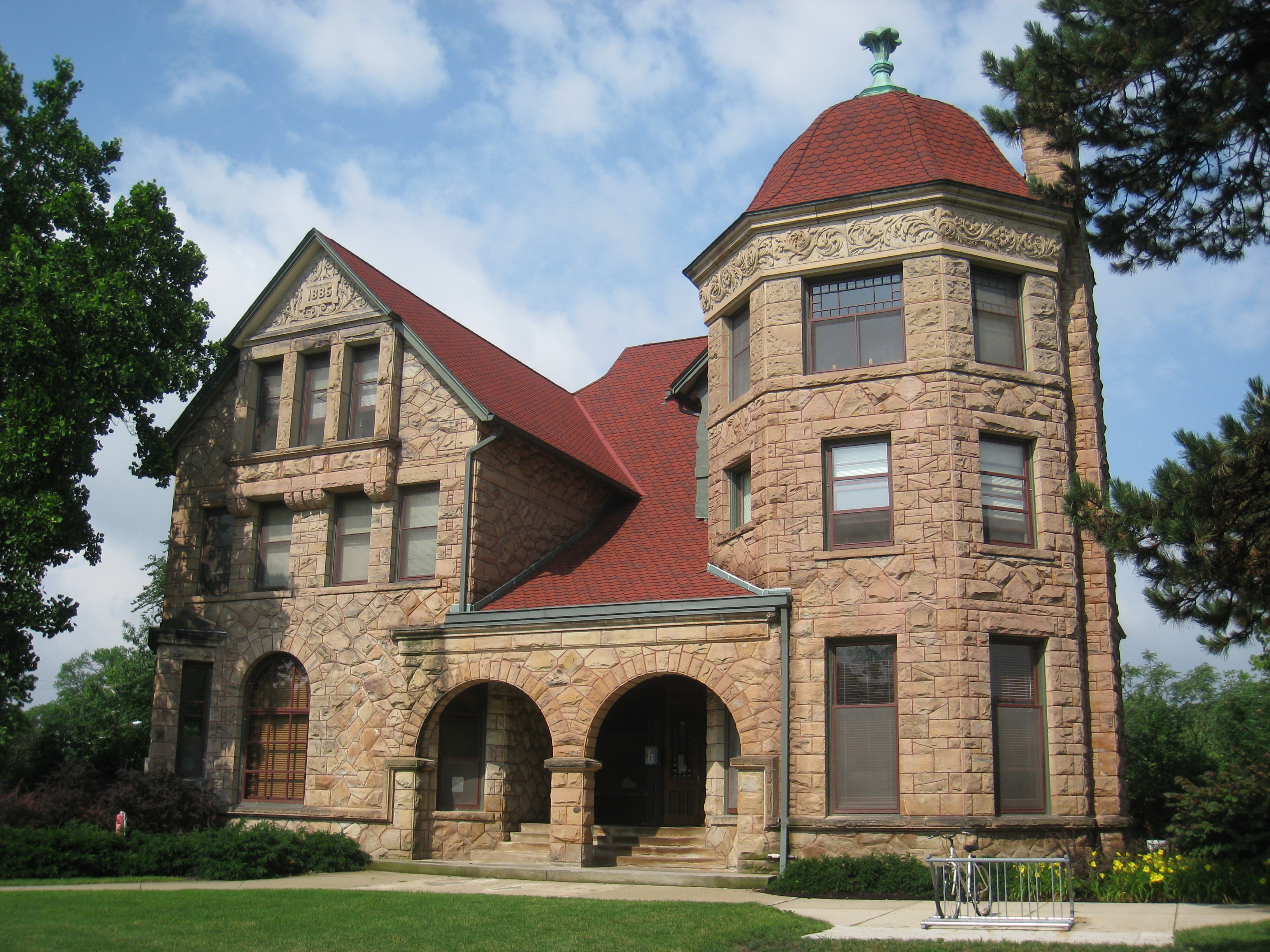
Baldwin Cottage
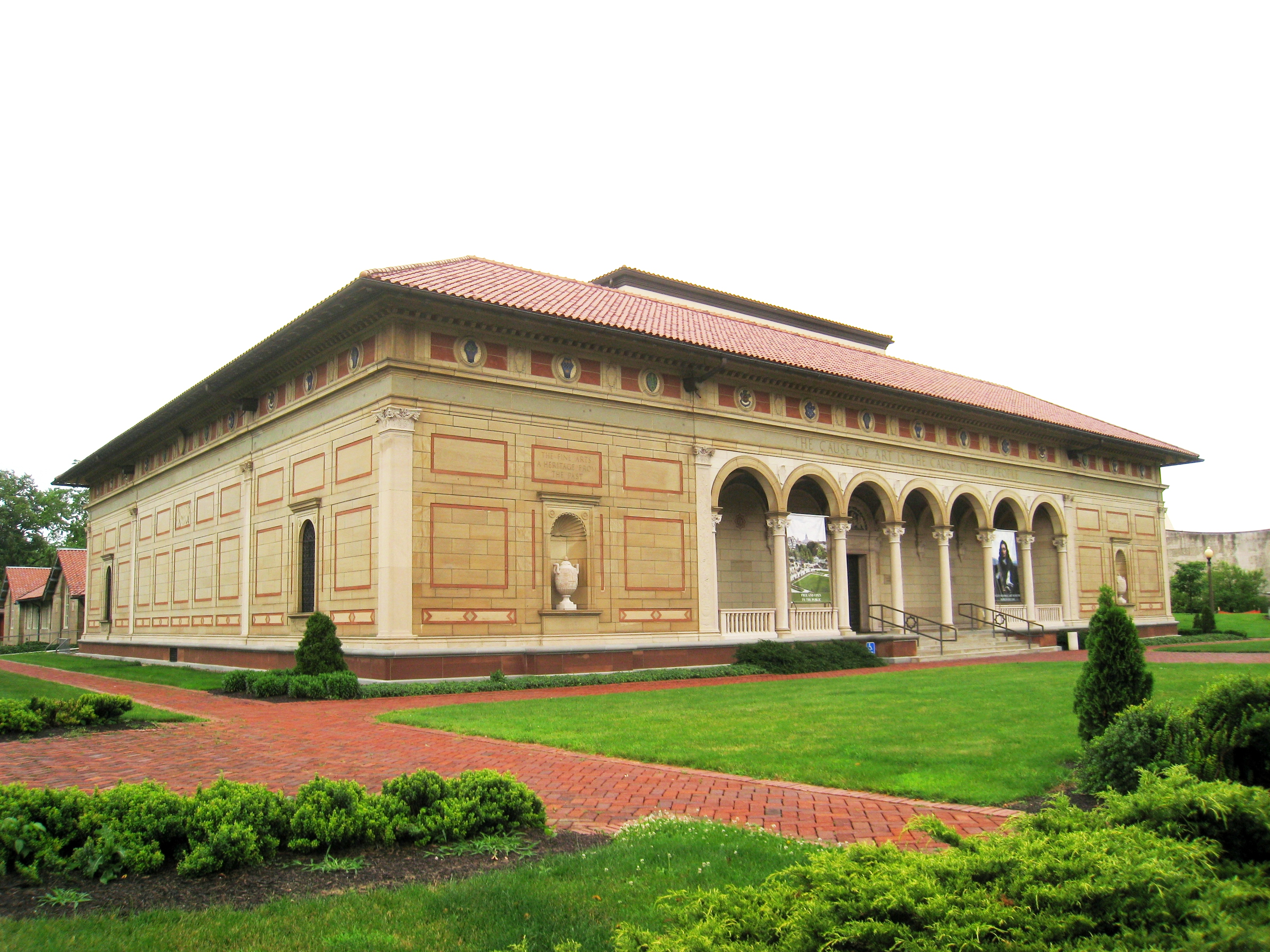
Allen Memorial Art Museum
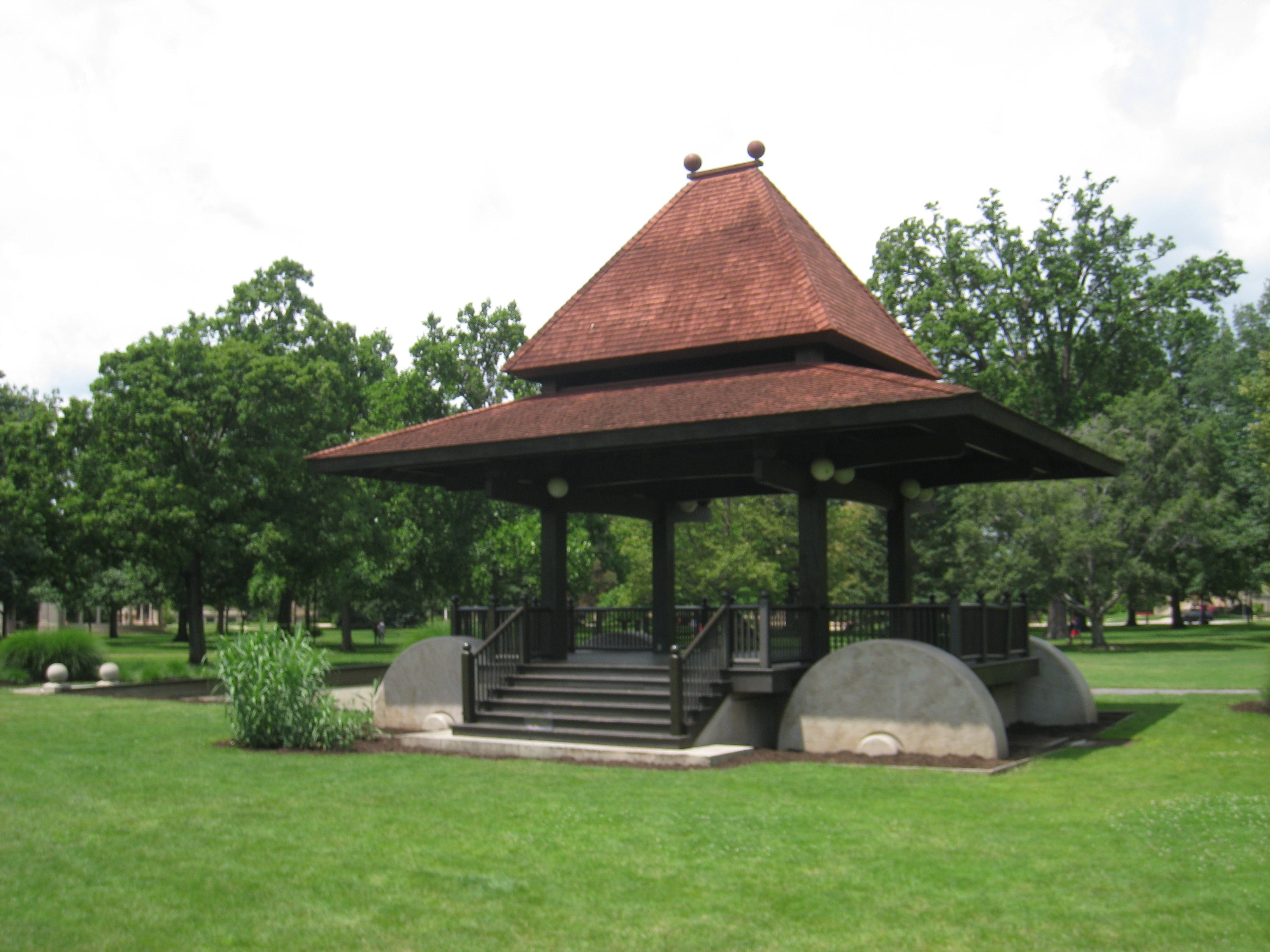
Tappan Plaça Bandstand
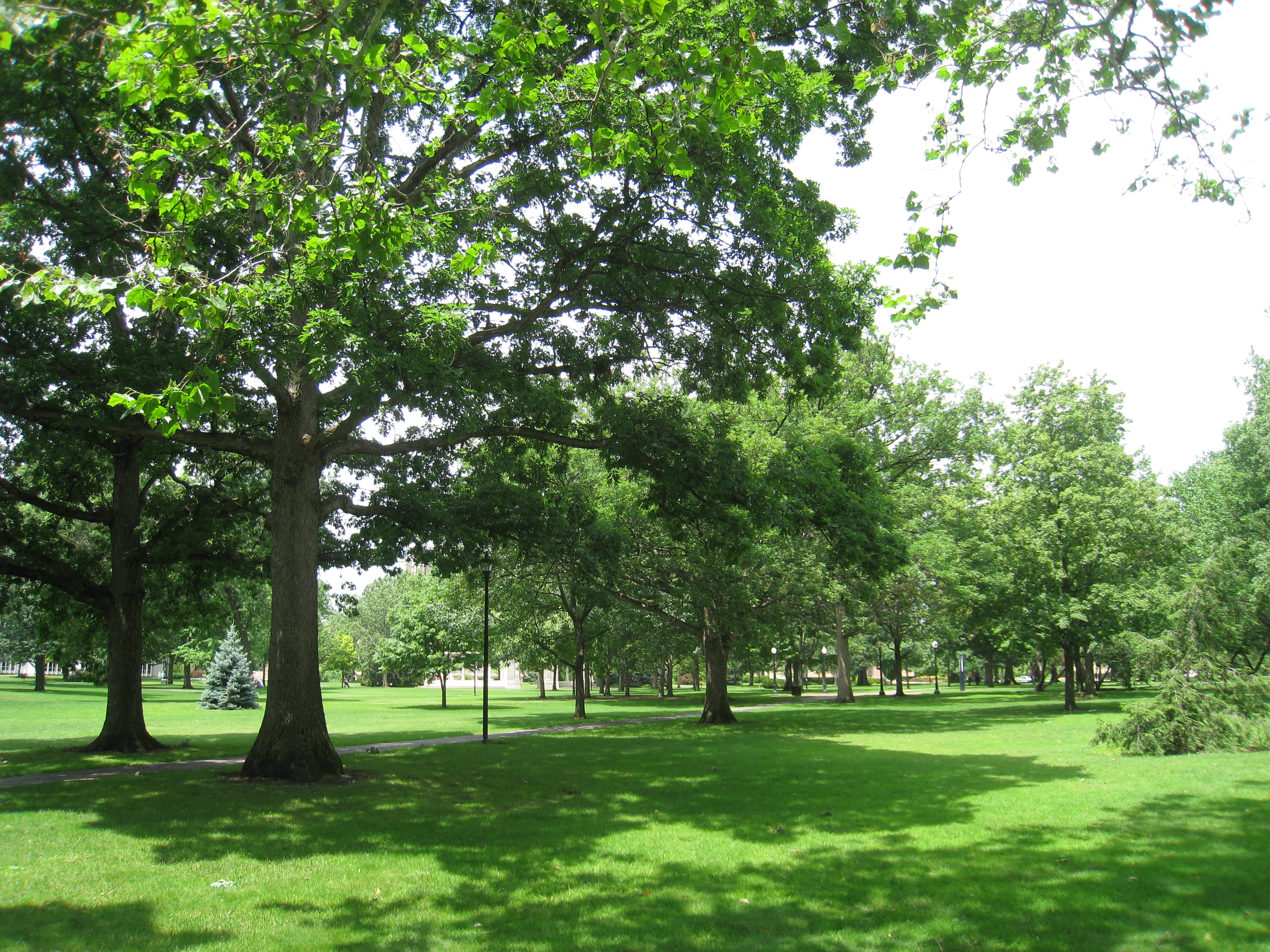
Tappan Plaça